# Grammodes palaestinensis
Grammodes boisdeffrii là một loài bướm đêm trong họ Erebidae.